# Lista di asteroidi (115001-116000)
Di seguito una lista di asteroidi dal numero 115001 al 116000 con data di scoperta e scopritore.

## 115001-115100
| Nome              | Designazione provvisoria | Data di scoperta  | Scopritore                           |
| ----------------- | ------------------------ | ----------------- | ------------------------------------ |
| 115001 -          | 2003 QF75                | 24 agosto 2003    | LINEAR                               |
| 115002 -          | 2003 QG75                | 24 agosto 2003    | LINEAR                               |
| 115003 -          | 2003 QL75                | 24 agosto 2003    | LINEAR                               |
| 115004 -          | 2003 QU76                | 24 agosto 2003    | LINEAR                               |
| 115005 -          | 2003 QW77                | 24 agosto 2003    | LINEAR                               |
| 115006 -          | 2003 QX77                | 24 agosto 2003    | LINEAR                               |
| 115007 -          | 2003 QZ77                | 24 agosto 2003    | LINEAR                               |
| 115008 -          | 2003 QC78                | 24 agosto 2003    | LINEAR                               |
| 115009 -          | 2003 QF78                | 24 agosto 2003    | LINEAR                               |
| 115010 -          | 2003 QS78                | 24 agosto 2003    | LINEAR                               |
| 115011 -          | 2003 QY78                | 24 agosto 2003    | LINEAR                               |
| 115012 -          | 2003 QF79                | 24 agosto 2003    | LINEAR                               |
| 115013 -          | 2003 QG79                | 24 agosto 2003    | LINEAR                               |
| 115014 -          | 2003 QL79                | 25 agosto 2003    | LINEAR                               |
| 115015 Chang Díaz | 2003 QX84                | 24 agosto 2003    | M. W. Buie                           |
| 115016 -          | 2003 QQ87                | 25 agosto 2003    | LINEAR                               |
| 115017 -          | 2003 QU88                | 25 agosto 2003    | LINEAR                               |
| 115018 -          | 2003 QJ89                | 26 agosto 2003    | LINEAR                               |
| 115019 -          | 2003 QS89                | 28 agosto 2003    | LINEAR                               |
| 115020 -          | 2003 QQ90                | 28 agosto 2003    | LINEAR                               |
| 115021 -          | 2003 QD92                | 28 agosto 2003    | NEAT                                 |
| 115022 -          | 2003 QK93                | 28 agosto 2003    | NEAT                                 |
| 115023 -          | 2003 QX94                | 29 agosto 2003    | NEAT                                 |
| 115024 -          | 2003 QP98                | 30 agosto 2003    | Spacewatch                           |
| 115025 -          | 2003 QC100               | 28 agosto 2003    | NEAT                                 |
| 115026 -          | 2003 QG101               | 28 agosto 2003    | NEAT                                 |
| 115027 -          | 2003 QV101               | 29 agosto 2003    | NEAT                                 |
| 115028 -          | 2003 QY102               | 31 agosto 2003    | Spacewatch                           |
| 115029 -          | 2003 QZ102               | 31 agosto 2003    | LINEAR                               |
| 115030 -          | 2003 QS103               | 31 agosto 2003    | NEAT                                 |
| 115031 -          | 2003 QN104               | 28 agosto 2003    | LINEAR                               |
| 115032 -          | 2003 QX104               | 29 agosto 2003    | NEAT                                 |
| 115033 -          | 2003 QC105               | 31 agosto 2003    | NEAT                                 |
| 115034 -          | 2003 QH105               | 31 agosto 2003    | NEAT                                 |
| 115035 -          | 2003 QU106               | 30 agosto 2003    | NEAT                                 |
| 115036 -          | 2003 QZ106               | 30 agosto 2003    | Spacewatch                           |
| 115037 -          | 2003 QJ108               | 31 agosto 2003    | LINEAR                               |
| 115038 -          | 2003 QK108               | 31 agosto 2003    | LINEAR                               |
| 115039 -          | 2003 QB109               | 31 agosto 2003    | LINEAR                               |
| 115040 -          | 2003 QY110               | 31 agosto 2003    | LINEAR                               |
| 115041 -          | 2003 QA111               | 31 agosto 2003    | LINEAR                               |
| 115042 -          | 2003 QT112               | 20 agosto 2003    | LINEAR                               |
| 115043 -          | 2003 RH                  | 1 settembre 2003  | LINEAR                               |
| 115044 -          | 2003 RQ                  | 2 settembre 2003  | LINEAR                               |
| 115045 -          | 2003 RB1                 | 1 settembre 2003  | LINEAR                               |
| 115046 -          | 2003 RV3                 | 1 settembre 2003  | LINEAR                               |
| 115047 -          | 2003 RH4                 | 2 settembre 2003  | LINEAR                               |
| 115048 -          | 2003 RU4                 | 3 settembre 2003  | NEAT                                 |
| 115049 -          | 2003 RY4                 | 3 settembre 2003  | NEAT                                 |
| 115050 -          | 2003 RS5                 | 3 settembre 2003  | NEAT                                 |
| 115051 Safaeinili | 2003 RC6                 | 4 settembre 2003  | CINEOS                               |
| 115052 -          | 2003 RD6                 | 5 settembre 2003  | LINEAR                               |
| 115053 -          | 2003 RP6                 | 1 settembre 2003  | LINEAR                               |
| 115054 -          | 2003 RR6                 | 1 settembre 2003  | LINEAR                               |
| 115055 -          | 2003 RU6                 | 3 settembre 2003  | Črni Vrh                             |
| 115056 -          | 2003 RZ6                 | 4 settembre 2003  | LINEAR                               |
| 115057 -          | 2003 RC7                 | 4 settembre 2003  | LINEAR                               |
| 115058 Tassantal  | 2003 RH8                 | 4 settembre 2003  | Piszkéstető, K. Sárneczky, B. Sipőcz |
| 115059 Nagykároly | 2003 RJ8                 | 5 settembre 2003  | Piszkéstető, K. Sárneczky, B. Sipőcz |
| 115060 -          | 2003 RD12                | 13 settembre 2003 | NEAT                                 |
| 115061 -          | 2003 RG13                | 14 settembre 2003 | NEAT                                 |
| 115062 -          | 2003 RT14                | 13 settembre 2003 | NEAT                                 |
| 115063 -          | 2003 RU14                | 14 settembre 2003 | NEAT                                 |
| 115064 -          | 2003 RZ14                | 14 settembre 2003 | NEAT                                 |
| 115065 -          | 2003 RN18                | 15 settembre 2003 | LONEOS                               |
| 115066 -          | 2003 RH19                | 15 settembre 2003 | LONEOS                               |
| 115067 -          | 2003 RQ19                | 15 settembre 2003 | LONEOS                               |
| 115068 -          | 2003 RY20                | 15 settembre 2003 | LONEOS                               |
| 115069 -          | 2003 RE21                | 15 settembre 2003 | LONEOS                               |
| 115070 -          | 2003 RT21                | 13 settembre 2003 | NEAT                                 |
| 115071 -          | 2003 RG22                | 15 settembre 2003 | NEAT                                 |
| 115072 -          | 2003 RO22                | 15 settembre 2003 | NEAT                                 |
| 115073 -          | 2003 RO23                | 14 settembre 2003 | NEAT                                 |
| 115074 -          | 2003 RW23                | 14 settembre 2003 | NEAT                                 |
| 115075 -          | 2003 RA24                | 14 settembre 2003 | NEAT                                 |
| 115076 -          | 2003 RD24                | 15 settembre 2003 | LONEOS                               |
| 115077 -          | 2003 RL25                | 15 settembre 2003 | NEAT                                 |
| 115078 -          | 2003 RJ26                | 3 settembre 2003  | NEAT                                 |
| 115079 -          | 2003 SA3                 | 16 settembre 2003 | NEAT                                 |
| 115080 -          | 2003 SH3                 | 16 settembre 2003 | NEAT                                 |
| 115081 -          | 2003 SQ3                 | 16 settembre 2003 | Spacewatch                           |
| 115082 -          | 2003 SP6                 | 17 settembre 2003 | W. K. Y. Yeung                       |
| 115083 -          | 2003 SZ7                 | 16 settembre 2003 | NEAT                                 |
| 115084 -          | 2003 SM9                 | 17 settembre 2003 | Spacewatch                           |
| 115085 -          | 2003 SK11                | 16 settembre 2003 | Spacewatch                           |
| 115086 -          | 2003 SP11                | 16 settembre 2003 | Spacewatch                           |
| 115087 -          | 2003 SP13                | 16 settembre 2003 | Spacewatch                           |
| 115088 -          | 2003 SU13                | 16 settembre 2003 | Spacewatch                           |
| 115089 -          | 2003 SF14                | 17 settembre 2003 | Spacewatch                           |
| 115090 -          | 2003 SM14                | 17 settembre 2003 | Spacewatch                           |
| 115091 -          | 2003 SB15                | 17 settembre 2003 | Spacewatch                           |
| 115092 -          | 2003 SH15                | 16 settembre 2003 | Spacewatch                           |
| 115093 -          | 2003 SQ16                | 17 settembre 2003 | R. A. Tucker                         |
| 115094 -          | 2003 SZ16                | 17 settembre 2003 | Spacewatch                           |
| 115095 -          | 2003 SB17                | 17 settembre 2003 | Spacewatch                           |
| 115096 -          | 2003 SW17                | 17 settembre 2003 | Spacewatch                           |
| 115097 -          | 2003 SK18                | 16 settembre 2003 | LINEAR                               |
| 115098 -          | 2003 SN18                | 16 settembre 2003 | Spacewatch                           |
| 115099 -          | 2003 SA22                | 16 settembre 2003 | Spacewatch                           |
| 115100 -          | 2003 SY22                | 16 settembre 2003 | NEAT                                 |

## 115101-115200
| Nome     | Designazione provvisoria | Data di scoperta  | Scopritore     |
| -------- | ------------------------ | ----------------- | -------------- |
| 115101 - | 2003 SD23                | 16 settembre 2003 | NEAT           |
| 115102 - | 2003 SP24                | 17 settembre 2003 | LINEAR         |
| 115103 - | 2003 SK25                | 17 settembre 2003 | Spacewatch     |
| 115104 - | 2003 SW25                | 17 settembre 2003 | NEAT           |
| 115105 - | 2003 SQ26                | 17 settembre 2003 | NEAT           |
| 115106 - | 2003 SF27                | 18 settembre 2003 | LINEAR         |
| 115107 - | 2003 ST30                | 18 settembre 2003 | Spacewatch     |
| 115108 - | 2003 SA31                | 18 settembre 2003 | NEAT           |
| 115109 - | 2003 SK32                | 17 settembre 2003 | NEAT           |
| 115110 - | 2003 SR33                | 18 settembre 2003 | LINEAR         |
| 115111 - | 2003 ST35                | 16 settembre 2003 | Spacewatch     |
| 115112 - | 2003 SQ37                | 16 settembre 2003 | NEAT           |
| 115113 - | 2003 SN38                | 16 settembre 2003 | NEAT           |
| 115114 - | 2003 SB39                | 16 settembre 2003 | NEAT           |
| 115115 - | 2003 SX39                | 16 settembre 2003 | NEAT           |
| 115116 - | 2003 SE40                | 16 settembre 2003 | NEAT           |
| 115117 - | 2003 SQ41                | 18 settembre 2003 | NEAT           |
| 115118 - | 2003 SB44                | 16 settembre 2003 | LONEOS         |
| 115119 - | 2003 SP44                | 16 settembre 2003 | LONEOS         |
| 115120 - | 2003 SV44                | 16 settembre 2003 | LONEOS         |
| 115121 - | 2003 SP46                | 16 settembre 2003 | LONEOS         |
| 115122 - | 2003 SQ46                | 16 settembre 2003 | LONEOS         |
| 115123 - | 2003 SR47                | 18 settembre 2003 | NEAT           |
| 115124 - | 2003 ST47                | 18 settembre 2003 | NEAT           |
| 115125 - | 2003 SA48                | 18 settembre 2003 | NEAT           |
| 115126 - | 2003 SC49                | 18 settembre 2003 | NEAT           |
| 115127 - | 2003 SJ49                | 18 settembre 2003 | NEAT           |
| 115128 - | 2003 SC51                | 18 settembre 2003 | NEAT           |
| 115129 - | 2003 SL52                | 18 settembre 2003 | NEAT           |
| 115130 - | 2003 SV52                | 19 settembre 2003 | NEAT           |
| 115131 - | 2003 SB53                | 19 settembre 2003 | NEAT           |
| 115132 - | 2003 SM53                | 16 settembre 2003 | Spacewatch     |
| 115133 - | 2003 SN53                | 16 settembre 2003 | LINEAR         |
| 115134 - | 2003 SW55                | 16 settembre 2003 | LONEOS         |
| 115135 - | 2003 SK57                | 16 settembre 2003 | Spacewatch     |
| 115136 - | 2003 SN57                | 16 settembre 2003 | Spacewatch     |
| 115137 - | 2003 SX57                | 16 settembre 2003 | Spacewatch     |
| 115138 - | 2003 SE58                | 17 settembre 2003 | LONEOS         |
| 115139 - | 2003 SB59                | 17 settembre 2003 | LONEOS         |
| 115140 - | 2003 SE59                | 17 settembre 2003 | LONEOS         |
| 115141 - | 2003 SZ61                | 17 settembre 2003 | LINEAR         |
| 115142 - | 2003 SM64                | 18 settembre 2003 | CINEOS         |
| 115143 - | 2003 SO64                | 18 settembre 2003 | CINEOS         |
| 115144 - | 2003 SQ64                | 18 settembre 2003 | CINEOS         |
| 115145 - | 2003 SD65                | 18 settembre 2003 | CINEOS         |
| 115146 - | 2003 SK66                | 18 settembre 2003 | CINEOS         |
| 115147 - | 2003 SU66                | 19 settembre 2003 | CINEOS         |
| 115148 - | 2003 SZ66                | 19 settembre 2003 | CINEOS         |
| 115149 - | 2003 SA67                | 19 settembre 2003 | LINEAR         |
| 115150 - | 2003 SH67                | 19 settembre 2003 | LINEAR         |
| 115151 - | 2003 SP67                | 19 settembre 2003 | LINEAR         |
| 115152 - | 2003 SA68                | 17 settembre 2003 | W. K. Y. Yeung |
| 115153 - | 2003 SB69                | 17 settembre 2003 | Spacewatch     |
| 115154 - | 2003 SN70                | 17 settembre 2003 | Spacewatch     |
| 115155 - | 2003 SJ71                | 18 settembre 2003 | Spacewatch     |
| 115156 - | 2003 SR71                | 18 settembre 2003 | Spacewatch     |
| 115157 - | 2003 SG73                | 18 settembre 2003 | Spacewatch     |
| 115158 - | 2003 SA74                | 18 settembre 2003 | Spacewatch     |
| 115159 - | 2003 SP75                | 18 settembre 2003 | Spacewatch     |
| 115160 - | 2003 SF76                | 18 settembre 2003 | Spacewatch     |
| 115161 - | 2003 SH76                | 18 settembre 2003 | Spacewatch     |
| 115162 - | 2003 SL76                | 18 settembre 2003 | Spacewatch     |
| 115163 - | 2003 SN76                | 18 settembre 2003 | Spacewatch     |
| 115164 - | 2003 SJ80                | 19 settembre 2003 | Spacewatch     |
| 115165 - | 2003 SL80                | 19 settembre 2003 | Spacewatch     |
| 115166 - | 2003 SM80                | 19 settembre 2003 | Spacewatch     |
| 115167 - | 2003 SR80                | 19 settembre 2003 | Spacewatch     |
| 115168 - | 2003 SV80                | 19 settembre 2003 | NEAT           |
| 115169 - | 2003 SW80                | 19 settembre 2003 | Spacewatch     |
| 115170 - | 2003 SF81                | 19 settembre 2003 | Spacewatch     |
| 115171 - | 2003 SS81                | 19 settembre 2003 | NEAT           |
| 115172 - | 2003 SN82                | 18 settembre 2003 | LINEAR         |
| 115173 - | 2003 SW83                | 18 settembre 2003 | NEAT           |
| 115174 - | 2003 SA87                | 17 settembre 2003 | LINEAR         |
| 115175 - | 2003 SG87                | 17 settembre 2003 | LINEAR         |
| 115176 - | 2003 SN87                | 17 settembre 2003 | LINEAR         |
| 115177 - | 2003 ST87                | 17 settembre 2003 | NEAT           |
| 115178 - | 2003 SO88                | 18 settembre 2003 | LONEOS         |
| 115179 - | 2003 SX89                | 18 settembre 2003 | NEAT           |
| 115180 - | 2003 SM90                | 18 settembre 2003 | LINEAR         |
| 115181 - | 2003 SX91                | 18 settembre 2003 | NEAT           |
| 115182 - | 2003 ST92                | 18 settembre 2003 | Spacewatch     |
| 115183 - | 2003 SO94                | 19 settembre 2003 | CINEOS         |
| 115184 - | 2003 SO95                | 19 settembre 2003 | NEAT           |
| 115185 - | 2003 SD97                | 19 settembre 2003 | LINEAR         |
| 115186 - | 2003 SB98                | 19 settembre 2003 | LINEAR         |
| 115187 - | 2003 SD103               | 20 settembre 2003 | LINEAR         |
| 115188 - | 2003 SP103               | 20 settembre 2003 | LINEAR         |
| 115189 - | 2003 SY103               | 20 settembre 2003 | LINEAR         |
| 115190 - | 2003 SW105               | 20 settembre 2003 | NEAT           |
| 115191 - | 2003 SZ105               | 20 settembre 2003 | NEAT           |
| 115192 - | 2003 SO106               | 20 settembre 2003 | Farpoint       |
| 115193 - | 2003 SA107               | 20 settembre 2003 | NEAT           |
| 115194 - | 2003 SF107               | 20 settembre 2003 | NEAT           |
| 115195 - | 2003 SJ108               | 20 settembre 2003 | NEAT           |
| 115196 - | 2003 SB109               | 20 settembre 2003 | Spacewatch     |
| 115197 - | 2003 SH109               | 20 settembre 2003 | Spacewatch     |
| 115198 - | 2003 SQ110               | 20 settembre 2003 | NEAT           |
| 115199 - | 2003 SR110               | 20 settembre 2003 | NEAT           |
| 115200 - | 2003 SV110               | 20 settembre 2003 | NEAT           |

## 115201-115300
| Nome             | Designazione provvisoria | Data di scoperta  | Scopritore                           |
| ---------------- | ------------------------ | ----------------- | ------------------------------------ |
| 115201 -         | 2003 SM111               | 19 settembre 2003 | NEAT                                 |
| 115202 -         | 2003 ST111               | 18 settembre 2003 | LINEAR                               |
| 115203 -         | 2003 SJ116               | 16 settembre 2003 | LINEAR                               |
| 115204 -         | 2003 SV116               | 16 settembre 2003 | NEAT                                 |
| 115205 -         | 2003 SZ117               | 16 settembre 2003 | NEAT                                 |
| 115206 -         | 2003 SD118               | 16 settembre 2003 | NEAT                                 |
| 115207 -         | 2003 SJ119               | 17 settembre 2003 | LONEOS                               |
| 115208 -         | 2003 SM120               | 17 settembre 2003 | Spacewatch                           |
| 115209 -         | 2003 SL124               | 18 settembre 2003 | NEAT                                 |
| 115210 Mutvicens | 2003 SY124               | 19 settembre 2003 | Majorca                              |
| 115211 -         | 2003 SS125               | 19 settembre 2003 | LINEAR                               |
| 115212 -         | 2003 SW125               | 19 settembre 2003 | LINEAR                               |
| 115213 -         | 2003 SR126               | 19 settembre 2003 | NEAT                                 |
| 115214 -         | 2003 SH128               | 20 settembre 2003 | LINEAR                               |
| 115215 -         | 2003 SX128               | 20 settembre 2003 | NEAT                                 |
| 115216 -         | 2003 SZ129               | 20 settembre 2003 | LINEAR                               |
| 115217 -         | 2003 SP138               | 20 settembre 2003 | NEAT                                 |
| 115218 -         | 2003 SF140               | 19 settembre 2003 | CINEOS                               |
| 115219 -         | 2003 SJ140               | 19 settembre 2003 | LINEAR                               |
| 115220 -         | 2003 ST140               | 19 settembre 2003 | NEAT                                 |
| 115221 -         | 2003 SH141               | 19 settembre 2003 | NEAT                                 |
| 115222 -         | 2003 SK142               | 20 settembre 2003 | NEAT                                 |
| 115223 -         | 2003 SM142               | 20 settembre 2003 | LINEAR                               |
| 115224 -         | 2003 SR142               | 20 settembre 2003 | LINEAR                               |
| 115225 -         | 2003 SW142               | 20 settembre 2003 | LINEAR                               |
| 115226 -         | 2003 SA143               | 20 settembre 2003 | LINEAR                               |
| 115227 -         | 2003 SB143               | 20 settembre 2003 | LINEAR                               |
| 115228 -         | 2003 SL143               | 20 settembre 2003 | NEAT                                 |
| 115229 -         | 2003 SS143               | 21 settembre 2003 | LINEAR                               |
| 115230 -         | 2003 ST143               | 21 settembre 2003 | LINEAR                               |
| 115231 -         | 2003 SV143               | 21 settembre 2003 | LINEAR                               |
| 115232 -         | 2003 SE145               | 19 settembre 2003 | NEAT                                 |
| 115233 -         | 2003 SH145               | 20 settembre 2003 | CINEOS                               |
| 115234 -         | 2003 SV145               | 20 settembre 2003 | NEAT                                 |
| 115235 -         | 2003 SA146               | 20 settembre 2003 | NEAT                                 |
| 115236 -         | 2003 SS146               | 20 settembre 2003 | NEAT                                 |
| 115237 -         | 2003 SG147               | 20 settembre 2003 | NEAT                                 |
| 115238 -         | 2003 SQ147               | 21 settembre 2003 | Spacewatch                           |
| 115239 -         | 2003 SS147               | 21 settembre 2003 | Spacewatch                           |
| 115240 -         | 2003 SC148               | 16 settembre 2003 | LINEAR                               |
| 115241 -         | 2003 SZ149               | 17 settembre 2003 | LINEAR                               |
| 115242 -         | 2003 SX151               | 18 settembre 2003 | Spacewatch                           |
| 115243 -         | 2003 SC152               | 19 settembre 2003 | LONEOS                               |
| 115244 -         | 2003 SL152               | 19 settembre 2003 | LONEOS                               |
| 115245 -         | 2003 SO152               | 19 settembre 2003 | LONEOS                               |
| 115246 -         | 2003 SF153               | 19 settembre 2003 | LONEOS                               |
| 115247 -         | 2003 SS155               | 19 settembre 2003 | LONEOS                               |
| 115248 -         | 2003 ST155               | 19 settembre 2003 | LONEOS                               |
| 115249 -         | 2003 SE156               | 19 settembre 2003 | LONEOS                               |
| 115250 -         | 2003 SF156               | 19 settembre 2003 | LONEOS                               |
| 115251 -         | 2003 SS156               | 19 settembre 2003 | LONEOS                               |
| 115252 -         | 2003 SK157               | 19 settembre 2003 | LONEOS                               |
| 115253 -         | 2003 SN157               | 19 settembre 2003 | LONEOS                               |
| 115254 Fényi     | 2003 SF158               | 22 settembre 2003 | Piszkéstető, K. Sárneczky, B. Sipőcz |
| 115255 -         | 2003 SU160               | 16 settembre 2003 | Spacewatch                           |
| 115256 -         | 2003 SJ162               | 19 settembre 2003 | LINEAR                               |
| 115257 -         | 2003 SO163               | 19 settembre 2003 | Spacewatch                           |
| 115258 -         | 2003 SD164               | 20 settembre 2003 | LONEOS                               |
| 115259 -         | 2003 SK164               | 20 settembre 2003 | LONEOS                               |
| 115260 -         | 2003 ST167               | 22 settembre 2003 | NEAT                                 |
| 115261 -         | 2003 SE169               | 23 settembre 2003 | NEAT                                 |
| 115262 -         | 2003 SB172               | 18 settembre 2003 | LINEAR                               |
| 115263 -         | 2003 SN172               | 18 settembre 2003 | LINEAR                               |
| 115264 -         | 2003 SW172               | 18 settembre 2003 | LINEAR                               |
| 115265 -         | 2003 SC173               | 18 settembre 2003 | LINEAR                               |
| 115266 -         | 2003 SG173               | 18 settembre 2003 | LINEAR                               |
| 115267 -         | 2003 SE174               | 18 settembre 2003 | NEAT                                 |
| 115268 -         | 2003 SG177               | 18 settembre 2003 | NEAT                                 |
| 115269 -         | 2003 SP177               | 18 settembre 2003 | NEAT                                 |
| 115270 -         | 2003 SR179               | 19 settembre 2003 | LINEAR                               |
| 115271 -         | 2003 SL180               | 19 settembre 2003 | Spacewatch                           |
| 115272 -         | 2003 SU181               | 20 settembre 2003 | LONEOS                               |
| 115273 -         | 2003 SA182               | 20 settembre 2003 | LINEAR                               |
| 115274 -         | 2003 SB182               | 20 settembre 2003 | LINEAR                               |
| 115275 -         | 2003 SY182               | 21 settembre 2003 | Pla D'Arguines                       |
| 115276 -         | 2003 SY183               | 21 settembre 2003 | Spacewatch                           |
| 115277 -         | 2003 SS185               | 22 settembre 2003 | LONEOS                               |
| 115278 -         | 2003 SN186               | 22 settembre 2003 | LONEOS                               |
| 115279 -         | 2003 SL188               | 22 settembre 2003 | LONEOS                               |
| 115280 -         | 2003 SM188               | 22 settembre 2003 | LONEOS                               |
| 115281 -         | 2003 SK189               | 22 settembre 2003 | NEAT                                 |
| 115282 -         | 2003 SD190               | 24 settembre 2003 | NEAT                                 |
| 115283 -         | 2003 SV190               | 17 settembre 2003 | Spacewatch                           |
| 115284 -         | 2003 SO192               | 20 settembre 2003 | LINEAR                               |
| 115285 -         | 2003 SB194               | 20 settembre 2003 | NEAT                                 |
| 115286 -         | 2003 ST194               | 20 settembre 2003 | NEAT                                 |
| 115287 -         | 2003 SU194               | 20 settembre 2003 | NEAT                                 |
| 115288 -         | 2003 SS195               | 20 settembre 2003 | Spacewatch                           |
| 115289 -         | 2003 ST195               | 20 settembre 2003 | Spacewatch                           |
| 115290 -         | 2003 SJ197               | 21 settembre 2003 | LONEOS                               |
| 115291 -         | 2003 SA198               | 21 settembre 2003 | LONEOS                               |
| 115292 -         | 2003 SM198               | 21 settembre 2003 | LONEOS                               |
| 115293 -         | 2003 SV198               | 21 settembre 2003 | LONEOS                               |
| 115294 -         | 2003 SB199               | 21 settembre 2003 | LONEOS                               |
| 115295 -         | 2003 SB200               | 21 settembre 2003 | LONEOS                               |
| 115296 -         | 2003 SK200               | 25 settembre 2003 | NEAT                                 |
| 115297 -         | 2003 SQ200               | 24 settembre 2003 | LINEAR                               |
| 115298 -         | 2003 SS203               | 22 settembre 2003 | NEAT                                 |
| 115299 -         | 2003 SM204               | 22 settembre 2003 | LINEAR                               |
| 115300 -         | 2003 SW204               | 22 settembre 2003 | LINEAR                               |

## 115301-115400
| Nome              | Designazione provvisoria | Data di scoperta  | Scopritore                   |
| ----------------- | ------------------------ | ----------------- | ---------------------------- |
| 115301 -          | 2003 SQ205               | 25 settembre 2003 | NEAT                         |
| 115302 -          | 2003 SU206               | 26 settembre 2003 | LINEAR                       |
| 115303 -          | 2003 SM207               | 26 settembre 2003 | LINEAR                       |
| 115304 -          | 2003 SW207               | 26 settembre 2003 | LINEAR                       |
| 115305 -          | 2003 SR209               | 24 settembre 2003 | Uppsala-DLR Asteroid Survey  |
| 115306 -          | 2003 SN210               | 26 settembre 2003 | LINEAR                       |
| 115307 -          | 2003 SO210               | 26 settembre 2003 | LINEAR                       |
| 115308 -          | 2003 SC211               | 24 settembre 2003 | NEAT                         |
| 115309 -          | 2003 SN211               | 25 settembre 2003 | NEAT                         |
| 115310 -          | 2003 SR213               | 26 settembre 2003 | LINEAR                       |
| 115311 -          | 2003 SH214               | 26 settembre 2003 | W. K. Y. Yeung               |
| 115312 Whither    | 2003 SP215               | 19 settembre 2003 | J. W. Young                  |
| 115313 -          | 2003 SX215               | 25 settembre 2003 | NEAT                         |
| 115314 -          | 2003 SY215               | 25 settembre 2003 | NEAT                         |
| 115315 -          | 2003 SZ215               | 25 settembre 2003 | NEAT                         |
| 115316 -          | 2003 SK216               | 26 settembre 2003 | LINEAR                       |
| 115317 -          | 2003 SZ216               | 27 settembre 2003 | W. K. Y. Yeung               |
| 115318 -          | 2003 SJ217               | 27 settembre 2003 | W. K. Y. Yeung               |
| 115319 -          | 2003 SR218               | 28 settembre 2003 | W. K. Y. Yeung               |
| 115320 -          | 2003 SB219               | 19 settembre 2003 | NEAT                         |
| 115321 -          | 2003 SK219               | 28 settembre 2003 | LINEAR                       |
| 115322 -          | 2003 SM219               | 26 settembre 2003 | LINEAR                       |
| 115323 -          | 2003 SO219               | 27 settembre 2003 | W. K. Y. Yeung               |
| 115324 -          | 2003 SP220               | 29 settembre 2003 | W. K. Y. Yeung               |
| 115325 -          | 2003 SQ220               | 29 settembre 2003 | W. K. Y. Yeung               |
| 115326 Wehinger   | 2003 SC221               | 29 settembre 2003 | D. Healy                     |
| 115327 -          | 2003 SH222               | 27 settembre 2003 | W. K. Y. Yeung               |
| 115328 -          | 2003 SR222               | 28 settembre 2003 | C. W. Juels, P. R. Holvorcem |
| 115329 -          | 2003 SY222               | 27 settembre 2003 | W. K. Y. Yeung               |
| 115330 -          | 2003 SB224               | 22 settembre 2003 | LINEAR                       |
| 115331 Shrylmiles | 2003 SL224               | 29 settembre 2003 | D. Healy                     |
| 115332 -          | 2003 SR224               | 28 settembre 2003 | LONEOS                       |
| 115333 -          | 2003 SV225               | 26 settembre 2003 | LINEAR                       |
| 115334 -          | 2003 SX225               | 26 settembre 2003 | LINEAR                       |
| 115335 -          | 2003 SZ225               | 26 settembre 2003 | LINEAR                       |
| 115336 -          | 2003 SF226               | 26 settembre 2003 | LINEAR                       |
| 115337 -          | 2003 SG226               | 26 settembre 2003 | LINEAR                       |
| 115338 -          | 2003 SH226               | 26 settembre 2003 | LINEAR                       |
| 115339 -          | 2003 SK226               | 26 settembre 2003 | LINEAR                       |
| 115340 -          | 2003 SL226               | 26 settembre 2003 | LINEAR                       |
| 115341 -          | 2003 SS226               | 26 settembre 2003 | LINEAR                       |
| 115342 -          | 2003 SO227               | 27 settembre 2003 | LINEAR                       |
| 115343 -          | 2003 SS228               | 26 settembre 2003 | LINEAR                       |
| 115344 -          | 2003 SV228               | 26 settembre 2003 | LINEAR                       |
| 115345 -          | 2003 SB229               | 27 settembre 2003 | Spacewatch                   |
| 115346 -          | 2003 SY230               | 24 settembre 2003 | NEAT                         |
| 115347 -          | 2003 SS232               | 24 settembre 2003 | NEAT                         |
| 115348 -          | 2003 SW233               | 25 settembre 2003 | NEAT                         |
| 115349 -          | 2003 SR234               | 25 settembre 2003 | NEAT                         |
| 115350 -          | 2003 SW234               | 25 settembre 2003 | Črni Vrh                     |
| 115351 -          | 2003 SA235               | 26 settembre 2003 | LINEAR                       |
| 115352 -          | 2003 SX240               | 27 settembre 2003 | LINEAR                       |
| 115353 -          | 2003 SJ244               | 25 settembre 2003 | NEAT                         |
| 115354 -          | 2003 SW244               | 26 settembre 2003 | LINEAR                       |
| 115355 -          | 2003 SQ246               | 26 settembre 2003 | LINEAR                       |
| 115356 -          | 2003 SD247               | 26 settembre 2003 | LINEAR                       |
| 115357 -          | 2003 SS249               | 26 settembre 2003 | LINEAR                       |
| 115358 -          | 2003 SY249               | 26 settembre 2003 | LINEAR                       |
| 115359 -          | 2003 SA250               | 26 settembre 2003 | LINEAR                       |
| 115360 -          | 2003 SJ250               | 26 settembre 2003 | LINEAR                       |
| 115361 -          | 2003 SL250               | 26 settembre 2003 | LINEAR                       |
| 115362 -          | 2003 SN250               | 26 settembre 2003 | LINEAR                       |
| 115363 -          | 2003 SZ250               | 26 settembre 2003 | LINEAR                       |
| 115364 -          | 2003 SC251               | 26 settembre 2003 | LINEAR                       |
| 115365 -          | 2003 SE251               | 26 settembre 2003 | LINEAR                       |
| 115366 -          | 2003 SL251               | 26 settembre 2003 | LINEAR                       |
| 115367 -          | 2003 SP251               | 26 settembre 2003 | LINEAR                       |
| 115368 -          | 2003 SZ251               | 26 settembre 2003 | LINEAR                       |
| 115369 -          | 2003 SS252               | 26 settembre 2003 | LINEAR                       |
| 115370 -          | 2003 SX254               | 27 settembre 2003 | Spacewatch                   |
| 115371 -          | 2003 SU255               | 27 settembre 2003 | Spacewatch                   |
| 115372 -          | 2003 SA256               | 27 settembre 2003 | Spacewatch                   |
| 115373 -          | 2003 SA259               | 28 settembre 2003 | Spacewatch                   |
| 115374 -          | 2003 SC259               | 28 settembre 2003 | Spacewatch                   |
| 115375 -          | 2003 SG259               | 28 settembre 2003 | Spacewatch                   |
| 115376 -          | 2003 SH262               | 27 settembre 2003 | Spacewatch                   |
| 115377 -          | 2003 SA270               | 24 settembre 2003 | NEAT                         |
| 115378 -          | 2003 SO270               | 25 settembre 2003 | NEAT                         |
| 115379 -          | 2003 SE271               | 25 settembre 2003 | NEAT                         |
| 115380 -          | 2003 SJ271               | 25 settembre 2003 | NEAT                         |
| 115381 -          | 2003 SV272               | 27 settembre 2003 | LINEAR                       |
| 115382 -          | 2003 SD273               | 27 settembre 2003 | LINEAR                       |
| 115383 -          | 2003 SF274               | 28 settembre 2003 | LONEOS                       |
| 115384 -          | 2003 SG275               | 29 settembre 2003 | LINEAR                       |
| 115385 -          | 2003 SH275               | 29 settembre 2003 | LINEAR                       |
| 115386 -          | 2003 SP275               | 29 settembre 2003 | LINEAR                       |
| 115387 -          | 2003 SY275               | 29 settembre 2003 | LINEAR                       |
| 115388 -          | 2003 SN278               | 30 settembre 2003 | LINEAR                       |
| 115389 -          | 2003 SU278               | 30 settembre 2003 | LINEAR                       |
| 115390 -          | 2003 SR279               | 17 settembre 2003 | LINEAR                       |
| 115391 -          | 2003 SG280               | 18 settembre 2003 | LINEAR                       |
| 115392 -          | 2003 SM283               | 20 settembre 2003 | LINEAR                       |
| 115393 -          | 2003 SW284               | 20 settembre 2003 | LINEAR                       |
| 115394 -          | 2003 SA286               | 20 settembre 2003 | NEAT                         |
| 115395 -          | 2003 SR286               | 21 settembre 2003 | NEAT                         |
| 115396 -          | 2003 SA287               | 29 settembre 2003 | Spacewatch                   |
| 115397 -          | 2003 SN288               | 28 settembre 2003 | LINEAR                       |
| 115398 -          | 2003 SF290               | 28 settembre 2003 | LONEOS                       |
| 115399 -          | 2003 SD291               | 29 settembre 2003 | LINEAR                       |
| 115400 -          | 2003 SJ291               | 29 settembre 2003 | LINEAR                       |

## 115401-115500
| Nome              | Designazione provvisoria | Data di scoperta  | Scopritore                   |
| ----------------- | ------------------------ | ----------------- | ---------------------------- |
| 115401 -          | 2003 SK291               | 29 settembre 2003 | LINEAR                       |
| 115402 -          | 2003 SR291               | 30 settembre 2003 | LINEAR                       |
| 115403 -          | 2003 SA292               | 30 settembre 2003 | LINEAR                       |
| 115404 -          | 2003 SA293               | 27 settembre 2003 | LINEAR                       |
| 115405 -          | 2003 SX293               | 28 settembre 2003 | LINEAR                       |
| 115406 -          | 2003 SK294               | 28 settembre 2003 | LINEAR                       |
| 115407 -          | 2003 ST294               | 28 settembre 2003 | LINEAR                       |
| 115408 -          | 2003 SU294               | 28 settembre 2003 | LINEAR                       |
| 115409 -          | 2003 SW294               | 28 settembre 2003 | LINEAR                       |
| 115410 -          | 2003 SN296               | 29 settembre 2003 | LONEOS                       |
| 115411 -          | 2003 SB297               | 16 settembre 2003 | NEAT                         |
| 115412 -          | 2003 SN297               | 18 settembre 2003 | NEAT                         |
| 115413 -          | 2003 SA299               | 29 settembre 2003 | LONEOS                       |
| 115414 -          | 2003 SG299               | 29 settembre 2003 | LONEOS                       |
| 115415 -          | 2003 SJ299               | 29 settembre 2003 | LONEOS                       |
| 115416 -          | 2003 SP299               | 29 settembre 2003 | LINEAR                       |
| 115417 -          | 2003 SR299               | 30 settembre 2003 | LINEAR                       |
| 115418 -          | 2003 SY301               | 17 settembre 2003 | NEAT                         |
| 115419 -          | 2003 SG305               | 17 settembre 2003 | NEAT                         |
| 115420 -          | 2003 SJ306               | 30 settembre 2003 | LINEAR                       |
| 115421 -          | 2003 SN306               | 30 settembre 2003 | LINEAR                       |
| 115422 -          | 2003 SM307               | 26 settembre 2003 | LINEAR                       |
| 115423 -          | 2003 SG308               | 28 settembre 2003 | LINEAR                       |
| 115424 -          | 2003 SE310               | 28 settembre 2003 | LINEAR                       |
| 115425 -          | 2003 SH310               | 28 settembre 2003 | LINEAR                       |
| 115426 -          | 2003 SP311               | 29 settembre 2003 | LINEAR                       |
| 115427 -          | 2003 SG312               | 30 settembre 2003 | Spacewatch                   |
| 115428 -          | 2003 SH313               | 18 settembre 2003 | R. A. Tucker                 |
| 115429 -          | 2003 SB315               | 17 settembre 2003 | LINEAR                       |
| 115430 -          | 2003 SF315               | 26 settembre 2003 | NEAT                         |
| 115431 -          | 2003 TJ1                 | 4 ottobre 2003    | J. V. McClusky               |
| 115432 -          | 2003 TQ2                 | 1 ottobre 2003    | J. W. Kessel                 |
| 115433 -          | 2003 TS2                 | 2 ottobre 2003    | J. W. Kessel                 |
| 115434 Kellyfast  | 2003 TU2                 | 5 ottobre 2003    | V. Reddy                     |
| 115435 -          | 2003 TM4                 | 6 ottobre 2003    | LONEOS                       |
| 115436 -          | 2003 TU4                 | 1 ottobre 2003    | Spacewatch                   |
| 115437 -          | 2003 TG5                 | 2 ottobre 2003    | Spacewatch                   |
| 115438 -          | 2003 TE6                 | 1 ottobre 2003    | LONEOS                       |
| 115439 -          | 2003 TN6                 | 1 ottobre 2003    | LONEOS                       |
| 115440 -          | 2003 TV6                 | 1 ottobre 2003    | LONEOS                       |
| 115441 -          | 2003 TO7                 | 1 ottobre 2003    | LONEOS                       |
| 115442 -          | 2003 TS7                 | 1 ottobre 2003    | LONEOS                       |
| 115443 -          | 2003 TK8                 | 2 ottobre 2003    | LINEAR                       |
| 115444 -          | 2003 TU8                 | 3 ottobre 2003    | Spacewatch                   |
| 115445 -          | 2003 TF9                 | 4 ottobre 2003    | Spacewatch                   |
| 115446 -          | 2003 TK9                 | 5 ottobre 2003    | NEAT                         |
| 115447 -          | 2003 TM9                 | 5 ottobre 2003    | NEAT                         |
| 115448 -          | 2003 TU9                 | 14 ottobre 2003   | NEAT                         |
| 115449 Robson     | 2003 TG10                | 14 ottobre 2003   | John J. McCarthy Observatory |
| 115450 -          | 2003 TK10                | 15 ottobre 2003   | Črni Vrh                     |
| 115451 -          | 2003 TZ10                | 15 ottobre 2003   | NEAT                         |
| 115452 -          | 2003 TB11                | 14 ottobre 2003   | LONEOS                       |
| 115453 -          | 2003 TL11                | 14 ottobre 2003   | LONEOS                       |
| 115454 -          | 2003 TF12                | 14 ottobre 2003   | LONEOS                       |
| 115455 -          | 2003 TL12                | 14 ottobre 2003   | LINEAR                       |
| 115456 -          | 2003 TD13                | 9 ottobre 2003    | LONEOS                       |
| 115457 -          | 2003 TU13                | 5 ottobre 2003    | LINEAR                       |
| 115458 -          | 2003 TN14                | 14 ottobre 2003   | LONEOS                       |
| 115459 -          | 2003 TG15                | 15 ottobre 2003   | LONEOS                       |
| 115460 -          | 2003 TL15                | 15 ottobre 2003   | LONEOS                       |
| 115461 -          | 2003 TO15                | 15 ottobre 2003   | LONEOS                       |
| 115462 -          | 2003 TZ15                | 15 ottobre 2003   | LONEOS                       |
| 115463 -          | 2003 TF16                | 15 ottobre 2003   | LONEOS                       |
| 115464 -          | 2003 TO16                | 15 ottobre 2003   | LONEOS                       |
| 115465 -          | 2003 TM17                | 15 ottobre 2003   | NEAT                         |
| 115466 -          | 2003 TM19                | 15 ottobre 2003   | NEAT                         |
| 115467 -          | 2003 TW19                | 15 ottobre 2003   | LONEOS                       |
| 115468 -          | 2003 TX20                | 15 ottobre 2003   | LONEOS                       |
| 115469 -          | 2003 TZ31                | 1 ottobre 2003    | Spacewatch                   |
| 115470 -          | 2003 TE57                | 5 ottobre 2003    | LINEAR                       |
| 115471 -          | 2003 UA1                 | 16 ottobre 2003   | NEAT                         |
| 115472 -          | 2003 UD3                 | 16 ottobre 2003   | Spacewatch                   |
| 115473 -          | 2003 UP3                 | 17 ottobre 2003   | LINEAR                       |
| 115474 -          | 2003 UE4                 | 16 ottobre 2003   | NEAT                         |
| 115475 -          | 2003 UV4                 | 17 ottobre 2003   | LINEAR                       |
| 115476 -          | 2003 UF7                 | 18 ottobre 2003   | LINEAR                       |
| 115477 Brantanica | 2003 UK8                 | 19 ottobre 2003   | J. W. Young                  |
| 115478 -          | 2003 UT8                 | 16 ottobre 2003   | LINEAR                       |
| 115479 -          | 2003 UP10                | 19 ottobre 2003   | LONEOS                       |
| 115480 -          | 2003 UC11                | 19 ottobre 2003   | Uppsala-DLR Asteroid Survey  |
| 115481 -          | 2003 UG12                | 20 ottobre 2003   | NEAT                         |
| 115482 -          | 2003 UV14                | 16 ottobre 2003   | Spacewatch                   |
| 115483 -          | 2003 UJ16                | 16 ottobre 2003   | LONEOS                       |
| 115484 -          | 2003 UL19                | 20 ottobre 2003   | NEAT                         |
| 115485 -          | 2003 UR19                | 22 ottobre 2003   | J. W. Young                  |
| 115486 -          | 2003 UN20                | 21 ottobre 2003   | LINEAR                       |
| 115487 -          | 2003 UK21                | 18 ottobre 2003   | LONEOS                       |
| 115488 -          | 2003 UL21                | 18 ottobre 2003   | NEAT                         |
| 115489 -          | 2003 UO21                | 18 ottobre 2003   | Spacewatch                   |
| 115490 -          | 2003 UQ21                | 20 ottobre 2003   | J. V. McClusky               |
| 115491 -          | 2003 UT21                | 21 ottobre 2003   | J. V. McClusky               |
| 115492 Watonga    | 2003 UR22                | 23 ottobre 2003   | L. Ball                      |
| 115493 -          | 2003 UP23                | 22 ottobre 2003   | Spacewatch                   |
| 115494 -          | 2003 UW24                | 17 ottobre 2003   | LONEOS                       |
| 115495 -          | 2003 UD25                | 21 ottobre 2003   | LINEAR                       |
| 115496 -          | 2003 UF26                | 24 ottobre 2003   | LINEAR                       |
| 115497 -          | 2003 UG26                | 24 ottobre 2003   | LINEAR                       |
| 115498 -          | 2003 UN26                | 25 ottobre 2003   | R. A. Tucker                 |
| 115499 -          | 2003 UO26                | 25 ottobre 2003   | R. A. Tucker                 |
| 115500 -          | 2003 UC27                | 23 ottobre 2003   | R. A. Tucker                 |

## 115501-115600
| Nome                | Designazione provvisoria | Data di scoperta | Scopritore                  |
| ------------------- | ------------------------ | ---------------- | --------------------------- |
| 115501 -            | 2003 UV27                | 22 ottobre 2003  | R. A. Tucker                |
| 115502 -            | 2003 UX27                | 22 ottobre 2003  | R. A. Tucker                |
| 115503 -            | 2003 UP28                | 19 ottobre 2003  | Spacewatch                  |
| 115504 -            | 2003 UH29                | 23 ottobre 2003  | Uppsala-DLR Asteroid Survey |
| 115505 -            | 2003 UD32                | 16 ottobre 2003  | Spacewatch                  |
| 115506 -            | 2003 UC35                | 16 ottobre 2003  | LONEOS                      |
| 115507 -            | 2003 UK35                | 16 ottobre 2003  | NEAT                        |
| 115508 -            | 2003 UU35                | 16 ottobre 2003  | NEAT                        |
| 115509 -            | 2003 UV35                | 16 ottobre 2003  | NEAT                        |
| 115510 -            | 2003 UX35                | 16 ottobre 2003  | NEAT                        |
| 115511 -            | 2003 UZ35                | 16 ottobre 2003  | LONEOS                      |
| 115512 -            | 2003 UB36                | 16 ottobre 2003  | NEAT                        |
| 115513 -            | 2003 UE36                | 16 ottobre 2003  | NEAT                        |
| 115514 -            | 2003 UL36                | 16 ottobre 2003  | NEAT                        |
| 115515 -            | 2003 UU36                | 16 ottobre 2003  | NEAT                        |
| 115516 -            | 2003 UF37                | 16 ottobre 2003  | NEAT                        |
| 115517 -            | 2003 UL37                | 16 ottobre 2003  | Črni Vrh                    |
| 115518 -            | 2003 UM37                | 16 ottobre 2003  | Črni Vrh                    |
| 115519 -            | 2003 UN37                | 16 ottobre 2003  | Črni Vrh                    |
| 115520 -            | 2003 UO37                | 17 ottobre 2003  | Črni Vrh                    |
| 115521 -            | 2003 UL38                | 17 ottobre 2003  | Spacewatch                  |
| 115522 -            | 2003 UW39                | 16 ottobre 2003  | Spacewatch                  |
| 115523 -            | 2003 UC41                | 16 ottobre 2003  | LONEOS                      |
| 115524 -            | 2003 UD47                | 21 ottobre 2003  | R. A. Tucker                |
| 115525 -            | 2003 UF47                | 16 ottobre 2003  | R. A. Tucker                |
| 115526 -            | 2003 UL47                | 20 ottobre 2003  | R. A. Tucker                |
| 115527 -            | 2003 UF48                | 16 ottobre 2003  | LONEOS                      |
| 115528 -            | 2003 UZ48                | 16 ottobre 2003  | LONEOS                      |
| 115529 -            | 2003 UG49                | 16 ottobre 2003  | LONEOS                      |
| 115530 -            | 2003 UH49                | 16 ottobre 2003  | LONEOS                      |
| 115531 -            | 2003 UE52                | 18 ottobre 2003  | NEAT                        |
| 115532 -            | 2003 UP52                | 18 ottobre 2003  | NEAT                        |
| 115533 -            | 2003 UG53                | 18 ottobre 2003  | NEAT                        |
| 115534 -            | 2003 UZ53                | 18 ottobre 2003  | NEAT                        |
| 115535 -            | 2003 UW54                | 18 ottobre 2003  | NEAT                        |
| 115536 -            | 2003 UZ54                | 18 ottobre 2003  | NEAT                        |
| 115537 -            | 2003 UX56                | 23 ottobre 2003  | Spacewatch                  |
| 115538 -            | 2003 UO58                | 16 ottobre 2003  | Spacewatch                  |
| 115539 -            | 2003 UZ60                | 16 ottobre 2003  | NEAT                        |
| 115540 -            | 2003 UP61                | 16 ottobre 2003  | LONEOS                      |
| 115541 -            | 2003 UY62                | 16 ottobre 2003  | NEAT                        |
| 115542 -            | 2003 UZ63                | 16 ottobre 2003  | LONEOS                      |
| 115543 -            | 2003 UG64                | 16 ottobre 2003  | LONEOS                      |
| 115544 -            | 2003 UP64                | 16 ottobre 2003  | LONEOS                      |
| 115545 -            | 2003 UW64                | 16 ottobre 2003  | LONEOS                      |
| 115546 -            | 2003 UH65                | 16 ottobre 2003  | NEAT                        |
| 115547 -            | 2003 UV65                | 16 ottobre 2003  | NEAT                        |
| 115548 -            | 2003 UB66                | 16 ottobre 2003  | NEAT                        |
| 115549 -            | 2003 UE66                | 16 ottobre 2003  | NEAT                        |
| 115550 -            | 2003 UG66                | 16 ottobre 2003  | NEAT                        |
| 115551 -            | 2003 UB71                | 18 ottobre 2003  | Spacewatch                  |
| 115552 -            | 2003 UE71                | 18 ottobre 2003  | Spacewatch                  |
| 115553 -            | 2003 UB73                | 19 ottobre 2003  | Spacewatch                  |
| 115554 -            | 2003 UL74                | 16 ottobre 2003  | Črni Vrh                    |
| 115555 -            | 2003 UQ75                | 17 ottobre 2003  | Spacewatch                  |
| 115556 -            | 2003 UN77                | 17 ottobre 2003  | LONEOS                      |
| 115557 -            | 2003 UT77                | 17 ottobre 2003  | Spacewatch                  |
| 115558 -            | 2003 UD78                | 17 ottobre 2003  | LONEOS                      |
| 115559 -            | 2003 UK78                | 17 ottobre 2003  | LONEOS                      |
| 115560 -            | 2003 UB79                | 18 ottobre 2003  | NEAT                        |
| 115561 Frankherbert | 2003 UF80                | 20 ottobre 2003  | W. G. Dillon, D. Wells      |
| 115562 -            | 2003 UR80                | 16 ottobre 2003  | Spacewatch                  |
| 115563 -            | 2003 UU80                | 16 ottobre 2003  | LONEOS                      |
| 115564 -            | 2003 UC81                | 16 ottobre 2003  | LONEOS                      |
| 115565 -            | 2003 UL81                | 16 ottobre 2003  | NEAT                        |
| 115566 -            | 2003 UB82                | 18 ottobre 2003  | NEAT                        |
| 115567 -            | 2003 UY82                | 19 ottobre 2003  | NEAT                        |
| 115568 -            | 2003 UZ82                | 19 ottobre 2003  | NEAT                        |
| 115569 -            | 2003 UR84                | 18 ottobre 2003  | Spacewatch                  |
| 115570 -            | 2003 UT84                | 18 ottobre 2003  | Spacewatch                  |
| 115571 -            | 2003 UU85                | 18 ottobre 2003  | NEAT                        |
| 115572 -            | 2003 UY85                | 18 ottobre 2003  | NEAT                        |
| 115573 -            | 2003 UE86                | 18 ottobre 2003  | NEAT                        |
| 115574 -            | 2003 UF86                | 18 ottobre 2003  | NEAT                        |
| 115575 -            | 2003 UK86                | 18 ottobre 2003  | NEAT                        |
| 115576 -            | 2003 UM88                | 19 ottobre 2003  | LONEOS                      |
| 115577 -            | 2003 UO88                | 19 ottobre 2003  | LONEOS                      |
| 115578 -            | 2003 UB89                | 19 ottobre 2003  | LONEOS                      |
| 115579 -            | 2003 UN90                | 20 ottobre 2003  | LINEAR                      |
| 115580 -            | 2003 UX90                | 20 ottobre 2003  | LINEAR                      |
| 115581 -            | 2003 UD91                | 20 ottobre 2003  | LINEAR                      |
| 115582 -            | 2003 UT92                | 20 ottobre 2003  | NEAT                        |
| 115583 -            | 2003 UM93                | 17 ottobre 2003  | Spacewatch                  |
| 115584 -            | 2003 UE95                | 18 ottobre 2003  | NEAT                        |
| 115585 -            | 2003 UT95                | 18 ottobre 2003  | NEAT                        |
| 115586 -            | 2003 UF96                | 18 ottobre 2003  | Spacewatch                  |
| 115587 -            | 2003 UY96                | 19 ottobre 2003  | Spacewatch                  |
| 115588 -            | 2003 UZ96                | 19 ottobre 2003  | Spacewatch                  |
| 115589 -            | 2003 UG97                | 19 ottobre 2003  | Spacewatch                  |
| 115590 -            | 2003 UL97                | 19 ottobre 2003  | Spacewatch                  |
| 115591 -            | 2003 UG98                | 19 ottobre 2003  | LONEOS                      |
| 115592 -            | 2003 UL98                | 19 ottobre 2003  | LONEOS                      |
| 115593 -            | 2003 UV98                | 19 ottobre 2003  | LONEOS                      |
| 115594 -            | 2003 UX98                | 19 ottobre 2003  | LONEOS                      |
| 115595 -            | 2003 UZ98                | 19 ottobre 2003  | LONEOS                      |
| 115596 -            | 2003 UC99                | 19 ottobre 2003  | LONEOS                      |
| 115597 -            | 2003 UF99                | 19 ottobre 2003  | LONEOS                      |
| 115598 -            | 2003 UH99                | 19 ottobre 2003  | LONEOS                      |
| 115599 -            | 2003 UJ99                | 19 ottobre 2003  | LONEOS                      |
| 115600 -            | 2003 UR99                | 19 ottobre 2003  | Spacewatch                  |

## 115601-115700
| Nome     | Designazione provvisoria | Data di scoperta | Scopritore |
| -------- | ------------------------ | ---------------- | ---------- |
| 115601 - | 2003 UT99                | 19 ottobre 2003  | NEAT       |
| 115602 - | 2003 UZ99                | 19 ottobre 2003  | NEAT       |
| 115603 - | 2003 UB100               | 19 ottobre 2003  | NEAT       |
| 115604 - | 2003 UE100               | 19 ottobre 2003  | NEAT       |
| 115605 - | 2003 UK100               | 19 ottobre 2003  | NEAT       |
| 115606 - | 2003 UJ101               | 20 ottobre 2003  | NEAT       |
| 115607 - | 2003 UR101               | 20 ottobre 2003  | LINEAR     |
| 115608 - | 2003 UR102               | 20 ottobre 2003  | Spacewatch |
| 115609 - | 2003 UA103               | 20 ottobre 2003  | Spacewatch |
| 115610 - | 2003 UE103               | 20 ottobre 2003  | Spacewatch |
| 115611 - | 2003 UG103               | 20 ottobre 2003  | Spacewatch |
| 115612 - | 2003 UK103               | 20 ottobre 2003  | Spacewatch |
| 115613 - | 2003 UW107               | 19 ottobre 2003  | Spacewatch |
| 115614 - | 2003 UZ111               | 20 ottobre 2003  | LINEAR     |
| 115615 - | 2003 UC112               | 20 ottobre 2003  | LINEAR     |
| 115616 - | 2003 UH112               | 20 ottobre 2003  | LINEAR     |
| 115617 - | 2003 UD113               | 20 ottobre 2003  | LINEAR     |
| 115618 - | 2003 UH114               | 20 ottobre 2003  | LINEAR     |
| 115619 - | 2003 UD115               | 20 ottobre 2003  | Spacewatch |
| 115620 - | 2003 US115               | 20 ottobre 2003  | NEAT       |
| 115621 - | 2003 UX116               | 21 ottobre 2003  | LINEAR     |
| 115622 - | 2003 UC117               | 21 ottobre 2003  | LINEAR     |
| 115623 - | 2003 UE118               | 17 ottobre 2003  | LONEOS     |
| 115624 - | 2003 US119               | 18 ottobre 2003  | NEAT       |
| 115625 - | 2003 UQ121               | 19 ottobre 2003  | LINEAR     |
| 115626 - | 2003 UU121               | 19 ottobre 2003  | LINEAR     |
| 115627 - | 2003 UW121               | 19 ottobre 2003  | LINEAR     |
| 115628 - | 2003 UX121               | 19 ottobre 2003  | LINEAR     |
| 115629 - | 2003 UH122               | 19 ottobre 2003  | LINEAR     |
| 115630 - | 2003 US122               | 19 ottobre 2003  | LINEAR     |
| 115631 - | 2003 UP123               | 19 ottobre 2003  | Spacewatch |
| 115632 - | 2003 UV124               | 20 ottobre 2003  | LINEAR     |
| 115633 - | 2003 UH125               | 20 ottobre 2003  | LINEAR     |
| 115634 - | 2003 UD126               | 20 ottobre 2003  | LINEAR     |
| 115635 - | 2003 UF126               | 20 ottobre 2003  | LINEAR     |
| 115636 - | 2003 UG126               | 20 ottobre 2003  | LINEAR     |
| 115637 - | 2003 UH126               | 20 ottobre 2003  | LINEAR     |
| 115638 - | 2003 UO126               | 20 ottobre 2003  | NEAT       |
| 115639 - | 2003 UX129               | 18 ottobre 2003  | NEAT       |
| 115640 - | 2003 UF130               | 18 ottobre 2003  | NEAT       |
| 115641 - | 2003 UW130               | 19 ottobre 2003  | LONEOS     |
| 115642 - | 2003 UE131               | 19 ottobre 2003  | LONEOS     |
| 115643 - | 2003 UJ131               | 19 ottobre 2003  | NEAT       |
| 115644 - | 2003 UO132               | 19 ottobre 2003  | NEAT       |
| 115645 - | 2003 UP132               | 19 ottobre 2003  | NEAT       |
| 115646 - | 2003 UC133               | 19 ottobre 2003  | NEAT       |
| 115647 - | 2003 UF133               | 20 ottobre 2003  | NEAT       |
| 115648 - | 2003 UY133               | 20 ottobre 2003  | NEAT       |
| 115649 - | 2003 UK135               | 21 ottobre 2003  | NEAT       |
| 115650 - | 2003 UU135               | 21 ottobre 2003  | NEAT       |
| 115651 - | 2003 UV136               | 21 ottobre 2003  | LINEAR     |
| 115652 - | 2003 UA137               | 21 ottobre 2003  | NEAT       |
| 115653 - | 2003 UK137               | 21 ottobre 2003  | LINEAR     |
| 115654 - | 2003 UQ137               | 21 ottobre 2003  | LINEAR     |
| 115655 - | 2003 US137               | 21 ottobre 2003  | LINEAR     |
| 115656 - | 2003 UT137               | 21 ottobre 2003  | LINEAR     |
| 115657 - | 2003 UW137               | 21 ottobre 2003  | LINEAR     |
| 115658 - | 2003 UT138               | 16 ottobre 2003  | NEAT       |
| 115659 - | 2003 UP139               | 16 ottobre 2003  | LONEOS     |
| 115660 - | 2003 UQ139               | 16 ottobre 2003  | LONEOS     |
| 115661 - | 2003 UZ139               | 16 ottobre 2003  | LONEOS     |
| 115662 - | 2003 UB141               | 17 ottobre 2003  | LINEAR     |
| 115663 - | 2003 UK142               | 18 ottobre 2003  | LONEOS     |
| 115664 - | 2003 UL142               | 18 ottobre 2003  | LONEOS     |
| 115665 - | 2003 UN142               | 18 ottobre 2003  | LONEOS     |
| 115666 - | 2003 UK143               | 18 ottobre 2003  | LONEOS     |
| 115667 - | 2003 UO143               | 18 ottobre 2003  | LONEOS     |
| 115668 - | 2003 UQ143               | 18 ottobre 2003  | LONEOS     |
| 115669 - | 2003 UW143               | 18 ottobre 2003  | LONEOS     |
| 115670 - | 2003 UK144               | 18 ottobre 2003  | LONEOS     |
| 115671 - | 2003 UT144               | 18 ottobre 2003  | LONEOS     |
| 115672 - | 2003 UW144               | 18 ottobre 2003  | LONEOS     |
| 115673 - | 2003 UW145               | 18 ottobre 2003  | LONEOS     |
| 115674 - | 2003 UY145               | 18 ottobre 2003  | LONEOS     |
| 115675 - | 2003 UE146               | 18 ottobre 2003  | LONEOS     |
| 115676 - | 2003 UF146               | 18 ottobre 2003  | LONEOS     |
| 115677 - | 2003 UA147               | 18 ottobre 2003  | LONEOS     |
| 115678 - | 2003 UV148               | 19 ottobre 2003  | Spacewatch |
| 115679 - | 2003 UX148               | 19 ottobre 2003  | LONEOS     |
| 115680 - | 2003 UB149               | 19 ottobre 2003  | NEAT       |
| 115681 - | 2003 UR149               | 20 ottobre 2003  | LINEAR     |
| 115682 - | 2003 UN150               | 20 ottobre 2003  | Spacewatch |
| 115683 - | 2003 UP150               | 20 ottobre 2003  | Spacewatch |
| 115684 - | 2003 UQ150               | 20 ottobre 2003  | Spacewatch |
| 115685 - | 2003 UX150               | 21 ottobre 2003  | LONEOS     |
| 115686 - | 2003 UU151               | 21 ottobre 2003  | Spacewatch |
| 115687 - | 2003 UM152               | 21 ottobre 2003  | NEAT       |
| 115688 - | 2003 UA153               | 21 ottobre 2003  | NEAT       |
| 115689 - | 2003 UG153               | 21 ottobre 2003  | NEAT       |
| 115690 - | 2003 UG154               | 20 ottobre 2003  | NEAT       |
| 115691 - | 2003 UH155               | 20 ottobre 2003  | LINEAR     |
| 115692 - | 2003 UV156               | 20 ottobre 2003  | LINEAR     |
| 115693 - | 2003 UF157               | 20 ottobre 2003  | LINEAR     |
| 115694 - | 2003 UT157               | 20 ottobre 2003  | Spacewatch |
| 115695 - | 2003 UM160               | 21 ottobre 2003  | Spacewatch |
| 115696 - | 2003 UJ162               | 21 ottobre 2003  | LINEAR     |
| 115697 - | 2003 UK162               | 21 ottobre 2003  | LINEAR     |
| 115698 - | 2003 UE163               | 21 ottobre 2003  | LINEAR     |
| 115699 - | 2003 UG163               | 21 ottobre 2003  | LINEAR     |
| 115700 - | 2003 UO163               | 21 ottobre 2003  | LINEAR     |

## 115701-115800
| Nome     | Designazione provvisoria | Data di scoperta | Scopritore                  |
| -------- | ------------------------ | ---------------- | --------------------------- |
| 115701 - | 2003 UW163               | 21 ottobre 2003  | LINEAR                      |
| 115702 - | 2003 UH164               | 21 ottobre 2003  | LINEAR                      |
| 115703 - | 2003 UW164               | 21 ottobre 2003  | NEAT                        |
| 115704 - | 2003 US166               | 21 ottobre 2003  | Spacewatch                  |
| 115705 - | 2003 UU166               | 21 ottobre 2003  | Uppsala-DLR Asteroid Survey |
| 115706 - | 2003 UG168               | 22 ottobre 2003  | LINEAR                      |
| 115707 - | 2003 UW168               | 22 ottobre 2003  | LINEAR                      |
| 115708 - | 2003 UA169               | 22 ottobre 2003  | LINEAR                      |
| 115709 - | 2003 UR169               | 22 ottobre 2003  | NEAT                        |
| 115710 - | 2003 UY169               | 22 ottobre 2003  | Spacewatch                  |
| 115711 - | 2003 UR170               | 22 ottobre 2003  | Spacewatch                  |
| 115712 - | 2003 US172               | 20 ottobre 2003  | LINEAR                      |
| 115713 - | 2003 UF173               | 20 ottobre 2003  | NEAT                        |
| 115714 - | 2003 UN173               | 20 ottobre 2003  | Spacewatch                  |
| 115715 - | 2003 UT173               | 20 ottobre 2003  | NEAT                        |
| 115716 - | 2003 UV173               | 20 ottobre 2003  | NEAT                        |
| 115717 - | 2003 UQ174               | 21 ottobre 2003  | Spacewatch                  |
| 115718 - | 2003 UQ175               | 21 ottobre 2003  | LONEOS                      |
| 115719 - | 2003 UX175               | 21 ottobre 2003  | NEAT                        |
| 115720 - | 2003 UP176               | 21 ottobre 2003  | LONEOS                      |
| 115721 - | 2003 UT176               | 21 ottobre 2003  | LONEOS                      |
| 115722 - | 2003 UG177               | 21 ottobre 2003  | NEAT                        |
| 115723 - | 2003 UV179               | 21 ottobre 2003  | LINEAR                      |
| 115724 - | 2003 UW179               | 21 ottobre 2003  | LINEAR                      |
| 115725 - | 2003 US180               | 21 ottobre 2003  | LINEAR                      |
| 115726 - | 2003 UY180               | 21 ottobre 2003  | LINEAR                      |
| 115727 - | 2003 UD183               | 21 ottobre 2003  | NEAT                        |
| 115728 - | 2003 UQ183               | 21 ottobre 2003  | NEAT                        |
| 115729 - | 2003 UY183               | 21 ottobre 2003  | NEAT                        |
| 115730 - | 2003 UP184               | 21 ottobre 2003  | NEAT                        |
| 115731 - | 2003 UC185               | 21 ottobre 2003  | NEAT                        |
| 115732 - | 2003 UL185               | 21 ottobre 2003  | Spacewatch                  |
| 115733 - | 2003 UO185               | 21 ottobre 2003  | Spacewatch                  |
| 115734 - | 2003 UJ186               | 22 ottobre 2003  | LINEAR                      |
| 115735 - | 2003 UN186               | 22 ottobre 2003  | LINEAR                      |
| 115736 - | 2003 UB187               | 22 ottobre 2003  | NEAT                        |
| 115737 - | 2003 UU187               | 22 ottobre 2003  | LINEAR                      |
| 115738 - | 2003 UZ187               | 22 ottobre 2003  | LINEAR                      |
| 115739 - | 2003 UK188               | 22 ottobre 2003  | LINEAR                      |
| 115740 - | 2003 UU188               | 22 ottobre 2003  | Spacewatch                  |
| 115741 - | 2003 UA189               | 22 ottobre 2003  | Spacewatch                  |
| 115742 - | 2003 UV189               | 22 ottobre 2003  | NEAT                        |
| 115743 - | 2003 UW189               | 22 ottobre 2003  | NEAT                        |
| 115744 - | 2003 US193               | 20 ottobre 2003  | NEAT                        |
| 115745 - | 2003 UU193               | 20 ottobre 2003  | Spacewatch                  |
| 115746 - | 2003 UW193               | 20 ottobre 2003  | Spacewatch                  |
| 115747 - | 2003 UB195               | 20 ottobre 2003  | Spacewatch                  |
| 115748 - | 2003 UO195               | 20 ottobre 2003  | Spacewatch                  |
| 115749 - | 2003 UC197               | 21 ottobre 2003  | Spacewatch                  |
| 115750 - | 2003 UU197               | 21 ottobre 2003  | LONEOS                      |
| 115751 - | 2003 UR202               | 21 ottobre 2003  | LINEAR                      |
| 115752 - | 2003 US202               | 21 ottobre 2003  | LINEAR                      |
| 115753 - | 2003 UT202               | 21 ottobre 2003  | LINEAR                      |
| 115754 - | 2003 UN204               | 21 ottobre 2003  | Spacewatch                  |
| 115755 - | 2003 UQ204               | 21 ottobre 2003  | LINEAR                      |
| 115756 - | 2003 UM205               | 22 ottobre 2003  | LINEAR                      |
| 115757 - | 2003 US205               | 22 ottobre 2003  | LINEAR                      |
| 115758 - | 2003 UH206               | 22 ottobre 2003  | LINEAR                      |
| 115759 - | 2003 UJ206               | 22 ottobre 2003  | LINEAR                      |
| 115760 - | 2003 UK206               | 22 ottobre 2003  | LINEAR                      |
| 115761 - | 2003 UN206               | 22 ottobre 2003  | LINEAR                      |
| 115762 - | 2003 UQ206               | 22 ottobre 2003  | LINEAR                      |
| 115763 - | 2003 UU206               | 22 ottobre 2003  | LINEAR                      |
| 115764 - | 2003 UW206               | 22 ottobre 2003  | LINEAR                      |
| 115765 - | 2003 UZ206               | 22 ottobre 2003  | LINEAR                      |
| 115766 - | 2003 UG207               | 22 ottobre 2003  | LINEAR                      |
| 115767 - | 2003 UL207               | 22 ottobre 2003  | LINEAR                      |
| 115768 - | 2003 UQ207               | 22 ottobre 2003  | LINEAR                      |
| 115769 - | 2003 UY207               | 22 ottobre 2003  | Spacewatch                  |
| 115770 - | 2003 US208               | 22 ottobre 2003  | Spacewatch                  |
| 115771 - | 2003 UW208               | 22 ottobre 2003  | LINEAR                      |
| 115772 - | 2003 UY208               | 23 ottobre 2003  | Spacewatch                  |
| 115773 - | 2003 UH209               | 23 ottobre 2003  | LONEOS                      |
| 115774 - | 2003 UG210               | 23 ottobre 2003  | LONEOS                      |
| 115775 - | 2003 UQ210               | 23 ottobre 2003  | Tenagra II                  |
| 115776 - | 2003 UF212               | 23 ottobre 2003  | Spacewatch                  |
| 115777 - | 2003 UJ213               | 23 ottobre 2003  | NEAT                        |
| 115778 - | 2003 UP215               | 21 ottobre 2003  | Spacewatch                  |
| 115779 - | 2003 UO216               | 21 ottobre 2003  | LINEAR                      |
| 115780 - | 2003 US216               | 21 ottobre 2003  | LINEAR                      |
| 115781 - | 2003 UH217               | 21 ottobre 2003  | LINEAR                      |
| 115782 - | 2003 UL217               | 21 ottobre 2003  | LINEAR                      |
| 115783 - | 2003 UQ217               | 21 ottobre 2003  | LINEAR                      |
| 115784 - | 2003 UJ218               | 21 ottobre 2003  | LINEAR                      |
| 115785 - | 2003 UM218               | 21 ottobre 2003  | LINEAR                      |
| 115786 - | 2003 UQ218               | 21 ottobre 2003  | LINEAR                      |
| 115787 - | 2003 UV218               | 21 ottobre 2003  | Spacewatch                  |
| 115788 - | 2003 UR220               | 21 ottobre 2003  | LINEAR                      |
| 115789 - | 2003 UN222               | 22 ottobre 2003  | LINEAR                      |
| 115790 - | 2003 US222               | 22 ottobre 2003  | LINEAR                      |
| 115791 - | 2003 UG223               | 22 ottobre 2003  | LINEAR                      |
| 115792 - | 2003 UT223               | 22 ottobre 2003  | LINEAR                      |
| 115793 - | 2003 UC226               | 22 ottobre 2003  | LINEAR                      |
| 115794 - | 2003 UL227               | 23 ottobre 2003  | Spacewatch                  |
| 115795 - | 2003 UM227               | 23 ottobre 2003  | Spacewatch                  |
| 115796 - | 2003 UZ227               | 23 ottobre 2003  | Spacewatch                  |
| 115797 - | 2003 UA228               | 23 ottobre 2003  | Spacewatch                  |
| 115798 - | 2003 UA230               | 23 ottobre 2003  | Spacewatch                  |
| 115799 - | 2003 UX233               | 24 ottobre 2003  | LINEAR                      |
| 115800 - | 2003 UQ235               | 24 ottobre 2003  | Spacewatch                  |

## 115801-115900
| Nome                | Designazione provvisoria | Data di scoperta | Scopritore              |
| ------------------- | ------------------------ | ---------------- | ----------------------- |
| 115801 Punahou      | 2003 UW236               | 23 ottobre 2003  | Junk Bond               |
| 115802 -            | 2003 UX237               | 23 ottobre 2003  | Spacewatch              |
| 115803 -            | 2003 UY237               | 23 ottobre 2003  | NEAT                    |
| 115804 -            | 2003 UE238               | 23 ottobre 2003  | NEAT                    |
| 115805 -            | 2003 UG238               | 23 ottobre 2003  | NEAT                    |
| 115806 -            | 2003 UH238               | 23 ottobre 2003  | NEAT                    |
| 115807 -            | 2003 UJ238               | 23 ottobre 2003  | NEAT                    |
| 115808 -            | 2003 UL238               | 23 ottobre 2003  | NEAT                    |
| 115809 -            | 2003 UR239               | 24 ottobre 2003  | LINEAR                  |
| 115810 -            | 2003 UU239               | 24 ottobre 2003  | LINEAR                  |
| 115811 -            | 2003 UH240               | 24 ottobre 2003  | LINEAR                  |
| 115812 -            | 2003 UD243               | 24 ottobre 2003  | LINEAR                  |
| 115813 -            | 2003 US243               | 24 ottobre 2003  | LINEAR                  |
| 115814 -            | 2003 UZ243               | 24 ottobre 2003  | LINEAR                  |
| 115815 -            | 2003 UF244               | 24 ottobre 2003  | LINEAR                  |
| 115816 -            | 2003 UT245               | 24 ottobre 2003  | LINEAR                  |
| 115817 -            | 2003 UV245               | 24 ottobre 2003  | LINEAR                  |
| 115818 -            | 2003 UH246               | 24 ottobre 2003  | LINEAR                  |
| 115819 -            | 2003 UK246               | 24 ottobre 2003  | LINEAR                  |
| 115820 -            | 2003 UK250               | 25 ottobre 2003  | LINEAR                  |
| 115821 -            | 2003 UP251               | 25 ottobre 2003  | NEAT                    |
| 115822 -            | 2003 UA252               | 26 ottobre 2003  | CSS                     |
| 115823 -            | 2003 UF252               | 26 ottobre 2003  | CSS                     |
| 115824 -            | 2003 UH252               | 26 ottobre 2003  | LINEAR                  |
| 115825 -            | 2003 US252               | 26 ottobre 2003  | Spacewatch              |
| 115826 -            | 2003 UT252               | 26 ottobre 2003  | Spacewatch              |
| 115827 -            | 2003 UW252               | 26 ottobre 2003  | Spacewatch              |
| 115828 -            | 2003 UR253               | 22 ottobre 2003  | NEAT                    |
| 115829 -            | 2003 UU253               | 22 ottobre 2003  | LONEOS                  |
| 115830 -            | 2003 UO255               | 25 ottobre 2003  | LINEAR                  |
| 115831 -            | 2003 UX258               | 25 ottobre 2003  | LINEAR                  |
| 115832 -            | 2003 UA259               | 25 ottobre 2003  | LINEAR                  |
| 115833 -            | 2003 UB259               | 25 ottobre 2003  | LINEAR                  |
| 115834 -            | 2003 UP259               | 25 ottobre 2003  | LINEAR                  |
| 115835 -            | 2003 UD260               | 25 ottobre 2003  | LINEAR                  |
| 115836 -            | 2003 UJ260               | 25 ottobre 2003  | LINEAR                  |
| 115837 -            | 2003 US260               | 25 ottobre 2003  | NEAT                    |
| 115838 -            | 2003 UX260               | 26 ottobre 2003  | LONEOS                  |
| 115839 -            | 2003 UD262               | 26 ottobre 2003  | Spacewatch              |
| 115840 -            | 2003 UJ262               | 26 ottobre 2003  | NEAT                    |
| 115841 -            | 2003 UL262               | 26 ottobre 2003  | NEAT                    |
| 115842 -            | 2003 UP262               | 26 ottobre 2003  | NEAT                    |
| 115843 -            | 2003 UN264               | 27 ottobre 2003  | LINEAR                  |
| 115844 -            | 2003 UU264               | 27 ottobre 2003  | LINEAR                  |
| 115845 -            | 2003 UY264               | 27 ottobre 2003  | LINEAR                  |
| 115846 -            | 2003 UA265               | 27 ottobre 2003  | LINEAR                  |
| 115847 -            | 2003 UF265               | 27 ottobre 2003  | LINEAR                  |
| 115848 -            | 2003 UL266               | 28 ottobre 2003  | LINEAR                  |
| 115849 -            | 2003 UD267               | 28 ottobre 2003  | LINEAR                  |
| 115850 -            | 2003 UN268               | 28 ottobre 2003  | LINEAR                  |
| 115851 -            | 2003 UT269               | 29 ottobre 2003  | LINEAR                  |
| 115852 -            | 2003 UX269               | 24 ottobre 2003  | W. Bickel               |
| 115853 -            | 2003 UK271               | 17 ottobre 2003  | NEAT                    |
| 115854 -            | 2003 UT272               | 29 ottobre 2003  | LINEAR                  |
| 115855 -            | 2003 UX272               | 29 ottobre 2003  | LINEAR                  |
| 115856 -            | 2003 UY272               | 29 ottobre 2003  | LINEAR                  |
| 115857 -            | 2003 UA273               | 29 ottobre 2003  | LINEAR                  |
| 115858 -            | 2003 UE273               | 29 ottobre 2003  | LINEAR                  |
| 115859 -            | 2003 UG273               | 29 ottobre 2003  | LINEAR                  |
| 115860 -            | 2003 UT273               | 29 ottobre 2003  | Spacewatch              |
| 115861 -            | 2003 UE274               | 29 ottobre 2003  | NEAT                    |
| 115862 -            | 2003 UK274               | 30 ottobre 2003  | LINEAR                  |
| 115863 -            | 2003 UL274               | 30 ottobre 2003  | LINEAR                  |
| 115864 -            | 2003 US274               | 30 ottobre 2003  | LINEAR                  |
| 115865 -            | 2003 UY274               | 29 ottobre 2003  | LINEAR                  |
| 115866 -            | 2003 UH275               | 29 ottobre 2003  | LINEAR                  |
| 115867 -            | 2003 UQ278               | 25 ottobre 2003  | LINEAR                  |
| 115868 -            | 2003 UT278               | 25 ottobre 2003  | LINEAR                  |
| 115869 -            | 2003 UW278               | 25 ottobre 2003  | LINEAR                  |
| 115870 -            | 2003 UZ278               | 26 ottobre 2003  | LINEAR                  |
| 115871 -            | 2003 UA279               | 26 ottobre 2003  | Spacewatch              |
| 115872 -            | 2003 UC280               | 27 ottobre 2003  | LINEAR                  |
| 115873 -            | 2003 UT280               | 28 ottobre 2003  | LINEAR                  |
| 115874 -            | 2003 UZ280               | 28 ottobre 2003  | LINEAR                  |
| 115875 -            | 2003 UA281               | 28 ottobre 2003  | LINEAR                  |
| 115876 -            | 2003 UK282               | 29 ottobre 2003  | LONEOS                  |
| 115877 -            | 2003 UO282               | 29 ottobre 2003  | LONEOS                  |
| 115878 -            | 2003 UR282               | 29 ottobre 2003  | LONEOS                  |
| 115879 -            | 2003 UV282               | 29 ottobre 2003  | LONEOS                  |
| 115880 -            | 2003 UP283               | 30 ottobre 2003  | LINEAR                  |
| 115881 -            | 2003 UQ284               | 29 ottobre 2003  | LINEAR                  |
| 115882 -            | 2003 UM293               | 18 ottobre 2003  | LINEAR                  |
| 115883 -            | 2003 UX299               | 16 ottobre 2003  | Spacewatch              |
| 115884 -            | 2003 UD309               | 19 ottobre 2003  | Spacewatch              |
| 115885 Ganz         | 2003 VL1                 | 6 novembre 2003  | K. Sárneczky, B. Sipőcz |
| 115886 -            | 2003 VQ1                 | 2 novembre 2003  | LINEAR                  |
| 115887 -            | 2003 VT1                 | 1 novembre 2003  | LINEAR                  |
| 115888 -            | 2003 VU1                 | 1 novembre 2003  | LINEAR                  |
| 115889 -            | 2003 VC2                 | 3 novembre 2003  | LINEAR                  |
| 115890 -            | 2003 VE2                 | 3 novembre 2003  | LINEAR                  |
| 115891 Scottmichael | 2003 VW2                 | 14 novembre 2003 | J. W. Young             |
| 115892 -            | 2003 VR3                 | 15 novembre 2003 | Spacewatch              |
| 115893 -            | 2003 VA4                 | 14 novembre 2003 | NEAT                    |
| 115894 -            | 2003 VD4                 | 14 novembre 2003 | NEAT                    |
| 115895 -            | 2003 VE6                 | 14 novembre 2003 | NEAT                    |
| 115896 -            | 2003 VF6                 | 14 novembre 2003 | NEAT                    |
| 115897 -            | 2003 VF8                 | 14 novembre 2003 | NEAT                    |
| 115898 -            | 2003 VO9                 | 15 novembre 2003 | NEAT                    |
| 115899 -            | 2003 VR9                 | 15 novembre 2003 | Spacewatch              |
| 115900 -            | 2003 VZ9                 | 4 novembre 2003  | LINEAR                  |

## 115901-116000
| Nome               | Designazione provvisoria | Data di scoperta | Scopritore       |
| ------------------ | ------------------------ | ---------------- | ---------------- |
| 115901 -           | 2003 VK10                | 15 novembre 2003 | NEAT             |
| 115902 -           | 2003 VU11                | 3 novembre 2003  | LINEAR           |
| 115903 -           | 2003 VZ11                | 3 novembre 2003  | LINEAR           |
| 115904 -           | 2003 WC                  | 16 novembre 2003 | Spacewatch       |
| 115905 -           | 2003 WT                  | 16 novembre 2003 | CSS              |
| 115906 -           | 2003 WB1                 | 16 novembre 2003 | CSS              |
| 115907 -           | 2003 WP1                 | 16 novembre 2003 | CSS              |
| 115908 -           | 2003 WZ1                 | 16 novembre 2003 | CSS              |
| 115909 -           | 2003 WF3                 | 16 novembre 2003 | Spacewatch       |
| 115910 -           | 2003 WV3                 | 16 novembre 2003 | CSS              |
| 115911 -           | 2003 WB4                 | 16 novembre 2003 | CSS              |
| 115912 -           | 2003 WK5                 | 18 novembre 2003 | NEAT             |
| 115913 -           | 2003 WS5                 | 18 novembre 2003 | NEAT             |
| 115914 -           | 2003 WE6                 | 18 novembre 2003 | NEAT             |
| 115915 -           | 2003 WT6                 | 18 novembre 2003 | NEAT             |
| 115916 -           | 2003 WB8                 | 18 novembre 2003 | LINEAR           |
| 115917 -           | 2003 WE8                 | 16 novembre 2003 | Spacewatch       |
| 115918 -           | 2003 WG9                 | 18 novembre 2003 | Spacewatch       |
| 115919 -           | 2003 WS10                | 18 novembre 2003 | Spacewatch       |
| 115920 -           | 2003 WO11                | 18 novembre 2003 | NEAT             |
| 115921 -           | 2003 WQ11                | 18 novembre 2003 | NEAT             |
| 115922 -           | 2003 WR11                | 18 novembre 2003 | NEAT             |
| 115923 -           | 2003 WS11                | 18 novembre 2003 | NEAT             |
| 115924 -           | 2003 WH12                | 18 novembre 2003 | NEAT             |
| 115925 -           | 2003 WZ14                | 16 novembre 2003 | Spacewatch       |
| 115926 -           | 2003 WJ17                | 18 novembre 2003 | NEAT             |
| 115927 -           | 2003 WQ17                | 18 novembre 2003 | NEAT             |
| 115928 -           | 2003 WB19                | 19 novembre 2003 | LINEAR           |
| 115929 -           | 2003 WU20                | 19 novembre 2003 | LINEAR           |
| 115930 -           | 2003 WH22                | 19 novembre 2003 | NEAT             |
| 115931 -           | 2003 WJ22                | 19 novembre 2003 | LINEAR           |
| 115932 -           | 2003 WF23                | 18 novembre 2003 | Spacewatch       |
| 115933 -           | 2003 WP23                | 18 novembre 2003 | Spacewatch       |
| 115934 -           | 2003 WJ24                | 19 novembre 2003 | Spacewatch       |
| 115935 -           | 2003 WF25                | 18 novembre 2003 | Spacewatch       |
| 115936 -           | 2003 WF26                | 18 novembre 2003 | Goodricke-Pigott |
| 115937 -           | 2003 WG26                | 18 novembre 2003 | R. A. Tucker     |
| 115938 -           | 2003 WV28                | 18 novembre 2003 | Spacewatch       |
| 115939 -           | 2003 WC29                | 18 novembre 2003 | NEAT             |
| 115940 -           | 2003 WD29                | 18 novembre 2003 | Spacewatch       |
| 115941 -           | 2003 WE29                | 18 novembre 2003 | Spacewatch       |
| 115942 -           | 2003 WR29                | 18 novembre 2003 | Spacewatch       |
| 115943 -           | 2003 WC30                | 18 novembre 2003 | Spacewatch       |
| 115944 -           | 2003 WD30                | 18 novembre 2003 | Spacewatch       |
| 115945 -           | 2003 WE30                | 18 novembre 2003 | Spacewatch       |
| 115946 -           | 2003 WU30                | 18 novembre 2003 | Spacewatch       |
| 115947 -           | 2003 WJ32                | 18 novembre 2003 | Spacewatch       |
| 115948 -           | 2003 WQ32                | 18 novembre 2003 | Spacewatch       |
| 115949 -           | 2003 WL33                | 18 novembre 2003 | Spacewatch       |
| 115950 Kocherpeter | 2003 WT33                | 18 novembre 2003 | Vicques          |
| 115951 -           | 2003 WD34                | 19 novembre 2003 | Spacewatch       |
| 115952 -           | 2003 WG34                | 19 novembre 2003 | Spacewatch       |
| 115953 -           | 2003 WJ35                | 19 novembre 2003 | LINEAR           |
| 115954 -           | 2003 WD40                | 19 novembre 2003 | Spacewatch       |
| 115955 -           | 2003 WJ40                | 19 novembre 2003 | Spacewatch       |
| 115956 -           | 2003 WK40                | 19 novembre 2003 | Spacewatch       |
| 115957 -           | 2003 WS40                | 19 novembre 2003 | Spacewatch       |
| 115958 -           | 2003 WD41                | 19 novembre 2003 | Spacewatch       |
| 115959 -           | 2003 WJ41                | 19 novembre 2003 | Spacewatch       |
| 115960 -           | 2003 WK41                | 19 novembre 2003 | Spacewatch       |
| 115961 -           | 2003 WM41                | 19 novembre 2003 | Spacewatch       |
| 115962 -           | 2003 WN41                | 19 novembre 2003 | Spacewatch       |
| 115963 -           | 2003 WO41                | 19 novembre 2003 | Spacewatch       |
| 115964 -           | 2003 WH42                | 21 novembre 2003 | LINEAR           |
| 115965 -           | 2003 WY43                | 19 novembre 2003 | NEAT             |
| 115966 -           | 2003 WH44                | 19 novembre 2003 | NEAT             |
| 115967 -           | 2003 WQ44                | 19 novembre 2003 | NEAT             |
| 115968 -           | 2003 WT44                | 19 novembre 2003 | NEAT             |
| 115969 -           | 2003 WA45                | 19 novembre 2003 | NEAT             |
| 115970 -           | 2003 WQ45                | 19 novembre 2003 | NEAT             |
| 115971 -           | 2003 WR45                | 19 novembre 2003 | NEAT             |
| 115972 -           | 2003 WK46                | 18 novembre 2003 | NEAT             |
| 115973 -           | 2003 WM49                | 19 novembre 2003 | LINEAR           |
| 115974 -           | 2003 WS54                | 20 novembre 2003 | LINEAR           |
| 115975 -           | 2003 WJ55                | 20 novembre 2003 | LINEAR           |
| 115976 -           | 2003 WQ55                | 20 novembre 2003 | LINEAR           |
| 115977 -           | 2003 WC56                | 20 novembre 2003 | LINEAR           |
| 115978 -           | 2003 WQ56                | 21 novembre 2003 | LINEAR           |
| 115979 -           | 2003 WX56                | 18 novembre 2003 | Spacewatch       |
| 115980 -           | 2003 WH58                | 18 novembre 2003 | Spacewatch       |
| 115981 -           | 2003 WT58                | 18 novembre 2003 | Spacewatch       |
| 115982 -           | 2003 WE59                | 18 novembre 2003 | Spacewatch       |
| 115983 -           | 2003 WJ59                | 18 novembre 2003 | Spacewatch       |
| 115984 -           | 2003 WZ60                | 19 novembre 2003 | Spacewatch       |
| 115985 -           | 2003 WE61                | 19 novembre 2003 | Spacewatch       |
| 115986 -           | 2003 WT61                | 19 novembre 2003 | Spacewatch       |
| 115987 -           | 2003 WA62                | 19 novembre 2003 | Spacewatch       |
| 115988 -           | 2003 WQ62                | 19 novembre 2003 | Spacewatch       |
| 115989 -           | 2003 WD63                | 19 novembre 2003 | Spacewatch       |
| 115990 -           | 2003 WF64                | 19 novembre 2003 | Spacewatch       |
| 115991 -           | 2003 WH64                | 19 novembre 2003 | Spacewatch       |
| 115992 -           | 2003 WV65                | 19 novembre 2003 | Spacewatch       |
| 115993 -           | 2003 WF67                | 19 novembre 2003 | Spacewatch       |
| 115994 -           | 2003 WP68                | 19 novembre 2003 | Spacewatch       |
| 115995 -           | 2003 WT69                | 19 novembre 2003 | Spacewatch       |
| 115996 -           | 2003 WZ70                | 20 novembre 2003 | NEAT             |
| 115997 -           | 2003 WP72                | 20 novembre 2003 | LINEAR           |
| 115998 -           | 2003 WS72                | 20 novembre 2003 | LINEAR           |
| 115999 -           | 2003 WD73                | 20 novembre 2003 | LINEAR           |
| 116000 -           | 2003 WK73                | 20 novembre 2003 | LINEAR           |